# Comunidad Xóchitl
Comunidad Xóchitl är en ort i Mexiko.   Den ligger i kommunen Cajeme och delstaten Sonora, i den nordvästra delen av landet, 1 400 km nordväst om huvudstaden Mexico City. Comunidad Xóchitl ligger 59 meter över havet och antalet invånare är 108.
Terrängen runt Comunidad Xóchitl är platt åt nordväst, men åt sydost är den kuperad. Terrängen runt Comunidad Xóchitl sluttar västerut. Runt Comunidad Xóchitl är det ganska tätbefolkat, med 80 invånare per kvadratkilometer. Närmaste större samhälle är Ciudad Obregón, 7,9 km väster om Comunidad Xóchitl. Trakten runt Comunidad Xóchitl består till största delen av jordbruksmark.